# Elisabeth Bocock
Elisabeth Bocock (* 9. März 2005 in Salt Lake City, Utah) ist eine US-amerikanische Skirennläuferin. Sie startet in den Disziplinen Super-G, Riesenslalom und Slalom. Ihre ältere Schwester Mary Bocock ist ebenfalls als Skirennläuferin aktiv.

## Biografie
Elisabeth Bocock stammt aus Salt Lake City und begann in Snowbird mit dem Skifahren. Sie besucht die Rowmark Ski Academy in ihrer Heimatstadt und gehört wie ihre zwei Jahre ältere Schwester Mary dem C-Kader der US-Nationalmannschaft an.
Im Alter von 16 Jahren bestritt Bocock in Copper Mountain ihre ersten FIS-Rennen. Nur einen Monat später gab sie in Panorama ihr Debüt im Nor-Am Cup. Noch in derselben Saison erreichte sie als Neunte in der Kombination am Whiteface Mountain ein erstes Spitzenresultat. Im folgenden Winter belegte sie dank mehrerer Platzierungen unter den besten zehn, darunter ihre ersten beiden Podestplätze in Stratton, Platz fünf der Riesenslalomwertung. In der Saison 2023/24 konnte sie sich vor allem im Slalom stark verbessern und schaffte mit dem zweiten Platz in Devils Glen ihren ersten Podestplatz in dieser Disziplin. Bei ihren ersten Juniorenweltmeisterschaften in Haute-Savoie blieb sie als Riesenslalomfünfte nur knapp hinter den Medaillenrängen zurück. Im Mannschaftswettbewerb gewann sie die Bronzemedaille. Am Ende der Saison kürte sie sich im Super-G erstmals zur US-Meisterin, im Riesenslalom gewann sie hinter Paula Moltzan Silber.
Am 28. Oktober 2023 gab Bocock gemeinsam mit ihrer Schwester auf dem Rettenbachferner ihr Weltcup-Debüt. Gut ein Jahr später gelang ihr in Killington erstmals die Qualifikation für den zweiten Durchgang, wo sie am Ende Platz 23 belegte.
Ihre bisher beste Weltcupplatzierung erreichte Bocock am 8. März 2025 mit Rang 14 beim Riesenslalom von Åre.

## Erfolge

### Weltcup
- 3 Platzierung unter den besten 30

### Nor-Am Cup
- Saison 2022/23: 5. Riesenslalomwertung
- Saison 2023/24: 8. Gesamtwertung, 7. Slalomwertung, 9. Super-G-Wertung
- 5 Podestplätze

### Juniorenweltmeisterschaften
- Haute-Savoie 2024: 3. Mannschaft, 5. Riesenslalom, 9. Team-Kombination, 14. Slalom, 24. Super-G
- Tarvis 2025: 3. Riesenslalom, 3. Mannschaft, 15. Team-Kombination, 28. Super-G

### Weitere Erfolge
- 1 US-amerikanischer Meistertitel (Super-G 2024)
- 1 US-amerikanischer Vizemeistertitel (Riesenslalom 2024)
- 1 Sieg in einem FIS-Rennen